# Georges Hüe
Georges Hüe (Versalles, 6 de mayo de 1858 - París, 7 de junio de 1948) fue un compositor francés.
Fue discípulo de É. Paladilhe y de N. H. Reber en el Conservatorio de París, y en 1879 consiguió el Premio de Roma por la cantata Médée. En 1881 estrenó la Ópera cómica Les deux pantins, y después creó una serie de obras de géneros diversos que situaron a Hüe entre los más distinguidos compositores franceses. En 1922 sucedió en C. Saint-Saëns en la Academia de Bellas Artes.
En los primeros años se dejó arrastrar por la poderosa corriente wagneriana, reaccionando después hasta conseguir crearse un estilo propio, que se distingue por su gracia y originalidad. Él mismo definió su profesión de fe artística con la frase: "Ni reacción, ni revolución".

## Obras
Entre sus óperas se cuentan:
- La belle au bois durmiendo (1894);
- Les Romanesques (1901);
- Le roi de París (1901);
- Titania (1903);
- Le miracle (1910);
- Dans La ombre de la cathédrale (1922).

Entre sus otras producciones, cabe mencionar: Rubenzahl, poema sinfónico (1886), Fantasia, para flauta y orquesta; Emotions, poema sinfónico, y las colecciones de melodías vocales: Las chansons printanières; Jeunes chansons sur de vieux airs; Les chansons du valet de coeur; Croquis d'Orient; Esquisses marocaines, y Versailles.